# Massive open online course
Massive open online course (zkratka MOOC, český překlad „masový otevřený online kurz“) je specifický typ online kurzu, který je k dispozici zdarma a pro neomezený počet účastníků .
Tyto kurzy poskytují neformální vzdělávání, které lze doložit oficiálním certifikátem o absolvování kurzu. MOOC je založen na principu sdílení a volnosti. Lektoři připraví tematický obsah a časový harmonogram kurzu trvající zpravidla několik týdnů. Ke každému tématu připojí seznam odkazů na studijní materiály a pozvou odborníky na online přednášku . Jedním z cílů MOOC bylo zpřístupnit vzdělání širší veřejnosti, ukazuje se ale, že tato platforma je využívaná spíše bohatší částí společnosti .
Rozdíl mezi MOOC a klasickým e-learningem je, že zatímco MOOC je samostatným kurzem, e-learning je často pouze doplnění "tradičního" kurzu. Hlavním rozdílem je tak soběstačnost obsahu, uzavření v rámci jednoho celku. V dnešní době se však i tohle pomalu smývá a MOOC jsou využívány jako materiály v převrácené třídě (známé také jako flipped-classroom) .

## Zkratka MOOC
Masový – masový je takový kurz, který může absolvovat více lidí najednou, než by mohlo být na klasické přednášce, kteří spolu mohou interagovat. V tomto pojetí se počet účastníků reálně pohybuje v řádech tisíců, až sto tisíců. Pokud se stane, že množství studentů naroste, tvůrci nemusí udělat vůbec nic, aby se tomuto počtu přizpůsobili .
Otevřený – není omezený žádným kritériem, ať už věkovým, dosaženým vzděláním, socio-ekonomickým statusem atd. Zároveň by kurz měl být dostupný zcela zdarma.  
Online – veškeré materiály, videa, cvičení, úkoly by měli být dostupné online.
Kurz – jedná se o časově vymezenou, do jednotlivých částí strukturovanou sekvenci aktivit se vzdělávacím obsahem.

## Design vzdělávání
Jako vzdělávací materiály se nejčastěji používají videa, krátké texty, interaktivní úkoly a společná diskusní fóra. Na fórech lze sdílet svoje zkušenosti s ostatními studenty, ale také položit otázku nebo diskutovat s autory kurzu. Předem připravené materiály zaručí, že si každý uživatel určí sám podle svých časových možností rychlost potupu kurzem.
MOOC jsou typicky nabízeny zdarma. V rámci některých platforem je možné po splnění podmínek v průběhu kurzu získat ověřitelný certifikát (za poplatek), že jste kurz skutečně absolvovali vy. Autentizace probíhá např. snímáním tváře web kamerou anebo dynamikou psaní na klávesnici. Nicméně ani tyto ověřitelné certifikáty nejsou uznávány jako formální vzdělání.                                                                                              
Nejedná se o pouhý přenos pochopení dané problematiky od lektorů k účastníkům. Lektoři a přizvaní odborníci jen vytvářejí rámec, v němž je daná látka účastníky kurzu dotvářena. Hlavním cílem však je propojit vzdělávací prostředí všech zúčastněných a jejich prostřednictvím ještě „teplé“ podnětné myšlenky v maximální míře šířit, a posilovat tak vznik oblastí se zájmem o poznávání .

## Tematický obsah
V dnešní době se MOOC zaměřují na široké spektrum oblastí. Vytvářejí se MOOC pro vzdělávání v oblastech: business, management, počítačová věda, ekonomie, pedagogika, přírodní vědy, humanitní vědy, ve společenských vědách i v dalších oblastech.
| Obor                           | 2015 (%) | 2016 (%) | 2017 (%) | 2018 (%) | 2019 (%) | 2020 (%) | 2021 (%) |
| ------------------------------ | -------- | -------- | -------- | -------- | -------- | -------- | -------- |
| Počítačová věda a programování | 17,2     | 17,4     | 19,9     | 20,4     | 19,8     | 19,3     | 20,2     |
| Business a management          | 16,8     | 19,3     | 18,5     | 18,2     | 19,7     | 20,4     | 20,9     |
| Matematika                     | 4,1      | 3,7      | 3,3      | 3,1      | 2,9      | 2,9      | 2,9      |
| Inženýrství                    | 6,1      | 6,3      | 7,1      | 7        | 7,8      | 7,6      | 7,3      |
| Umění a design                 | 6,7      | 6,5      | 5,5      | 5,0      | 5,2      | 4,4      | 4,3      |
| Zdraví a medicína              | 8,3      | 7,7      | 7,2      | 7,2      | 7,4      | 7,7      | 7,3      |
| Vzdělávání a pedagogika        | 9,4      | 9,2      | 8,5      | 8,6      | 8        | 7,9      | 7,4      |
| Humanitní vědy                 | 9,4      | 9,8      | 9,5      | 9,4      | 8,9      | 9,1      | 9        |
| Společenské vědy               | 10,8     | 9,8      | 10,6     | 11,5     | 11       | 11,4     | 11,2     |
| Přírodní vědy                  | 11,3     | 10,4     | 10       | 9,4      | 9,2      | 9,5      | 9,5      |

## Historie
Pojem MOOC vznikl v roce 2008, a to v souvislosti se zaváděním online spolupráce do praxe v oblasti zvyšování kvalifikace učitelů. Po nesmělých začátcích pod vedením duchovních otců konektivizmu Siemense, Downese a Cormiera, do jejichž kurzů se zapojovaly tisíce účastníků, začaly být pro každého volně dostupné kurzy nabízeny i v dalších oblastech vzdělávání. Poté, co se na podzim 2011 dvěma profesorům ze Stanfordu podařilo zapojit do online kurzu umělé inteligence přes 160 tisíc účastníků, asi dnes nenajdete na světě žádnou prestižní vysokou školu, která by nějaký ten MOOC kurz zdarma studentům nenabízela .
K největšímu rozmachu MOOC došlo v letech po roce 2012  a 2020 .

## Platformy
Nejrozšířenější platformy jsou Coursera, edX, Udacity[nedostupný zdroj] a další. Často je ale mezi MOOC zařazována také Khanova škola. U této platformy jsou ovšem názory dost rozdílné, jelikož je pravda, že Khanova škola je pro mnoho lidí, je zdarma, je online a obsahuje strukturovanou sekvenci se vzdělávacím obsahem, ovšem neumožňuje interakci mezi ostatními studenty.
Tyto platformy často spolupracují s univerzitami a firmami specializující se na danou problematiku kurzu. U Coursera to je kupříkladu Duke University, GitLab, Google, Stanford University nebo Yandex . EdX má Harvard a Massachusettský technologický institut (MIT) jako své zakladatele, Microsoft či MathWorks .

### České MOOC
Na území České republiky se nedá mluvit o takových nabídkách jako na EdX nebo Coursera. Ovšem najdou se menší projekty českých univerzit o alespoň nějaké kurzy pro veřejnost.
Karlova univerzita nabízí MOOC Charles University. Tyto kurzy nabízí témata jako medicína, vzdělávání a ekonomie. Ovšem k otevření většiny kurzů je třeba zápisový klíč a volně dostupných je opravdu málo.
Západočeská univerzita v Plzni spravuje EDUSCOP, který nabízí méně kurzů, které jsou povětšinou v českém jazyce a zcela přístupné široké veřejnosti. Témata jsou povětšinou z oblasti digitálních technologií, financí a marketingu.
Filosofická fakulta Masarykovy univerzity pod záštitou Open EdX udělala Humanitní vědy dokořán. Zde se snaží veřejnosti přiblížit alespoň některá z témat, která se řeší na filosofické fakultě s cílem zpopularizovat tyto vědní obory.

## Drop-out
Termín je převzatý z vysokoškolského prostředí, kdy student nedokončí školu a „vypadne“. V prostředí MOOC se jedná o stejný problém, jen student nevypadne ze školy, ale z kurzu. Důvodem, proč je drop-out tolik diskutované téma, je jeho četnost. Studentů, kteří kurz dokončí je totiž sotva 10 % . Drop-out riziko je tedy větší, než 90 %.

### Motivace
Významnými faktory, které mohou ovlivňovat, zda student kurz dokončí nebo ne, jsou motivace a spokojenost s vlastním učením . Co motivuje žáky v dalším učení je přesně cílená zpětná vazba, nejlépe od jiných studentů. Proto také se v kurzech tolik objevují fóra. Odpovědět na otázku, která se přímo týká probíraného tématu, nutí k zamyšlení a formulování vlastních myšlenek nad problematikou. Taky, vzhledem k počtu účastníků, tvůrci a odborníci nemají kapacity odpovídat na každý dotaz, takže tuto funkci si dělají studenti sami.
Stejně důležitý faktor je užitečnost kurzu pro budoucnost studenta. Pokud kurz obsahuje užitečné informace, je větší pravděpodobnost jeho dokončení . Mnoho studentů totiž na MOOC chodí kvůli konkrétnímu problému.
Míra obtížnosti se také může podepsat na výši drop-outu. Tím, že MOOC jsou otevřené kurzy pro širokou veřejnost, je velice obtížné udělat kurz tak, aby byl informačně přístupný pro všechny uživatele. Kurz nesmí být příliš snadný, nebo příliš obtížný, právě kvůli riziku nedokončení. To je ovšem velice nesnadné zařídit.
Další, s motivací silně spjato, je prvotní očekávání a následná realita. Studenti od kurzu mnohdy čekají úplně jiný obsah. Když se tato očekávání nesplní, většina studentů kurz opouští .

### Time management
Další překážkou v dokončení je nedostatek času, neočekávané záležitosti v rodině či práci. Výzkumy ukazují, že nedostatek času pociťují spíše ženy, zatímco problém skloubit rodinu či práci s online kurzy mají muži . Nedostatek času souvisí s tím, že kurzy se dělají online, tedy je mnohem větší riziko rozptýlení jako sociální sítě, jiné pracovní a soukromé povinnosti.

### Vnější faktory
MOOC jsou dělány pro masy lidí, proto jsou většinou tvořeny v angličtině. Ovšem pro nerodilé mluvčí vytvářet úkoly a číst zadání v angličtině je výzva, kterou ne všichni zvládnout. A nejen to, mnoho lektorů, kteří figurují v kurzu, nejsou rodilí mluvčí, takže i přízvuk ovlivňuje úspěšnost. Pro tyto případy jsou ve videích k dispozici titulky, kde je student schopný sledovat přesně to, co lektor říká, a případně si může dohledat význam slova.
Pro mnoho lidí z méně rozvinutých částí světa je stále přístup k internetu krkolomný a časté výpadky komplikují práci v online prostoru, jako třeba studium online kurzů. Hlavní problémy jsou s odevzdáváním úkolů a přehráváním nahraných lekcí.

### Zkušenost
Další významnou překážkou bývá nízká zkušenost s online vzděláváním. Pokud má student předchozí zkušenosti s MOOC či jinými kurzy, drop-out riziko je nižší. Mezi tyto zkušenosti se ovšem řadí i dříve dělané kurzy se stejným lektorem či stejnou institucí. Studenti si mohou vybírat kurz nehledě na téma, ale kvůli lektorovi.

### Neporozumění materiálům
V případě nevhodně zpracovaného učebního materiálů hrozí nepochopení ze stran studentů. To, že autoři kurzu figurují ve fórech je snaha o zlepšení komunikace mezi experty a studenty, jenomže není v jejich silách dostatečně rychle odpovědět na každý dotaz vzhledem k obrovskému množství studentů. Regulaci problému nabízí i možnost komentovat příspěvky ostatním studentům, takže si mohou pomáhat navzájem. Bohužel, pokud jsou materiály příliš nesrozumitelné, je riziko, že jim neporozumí nikdo, a tedy si nebudou moci navzájem pomoci.